# Cordelia Schmid
Cordelia Schmid (* 28. September 1967) ist eine deutsche Informatikerin. Sie ist Computer-Vision-Forscherin und seit 2016 Leiterin des THOTH-Projektteams am Institut national de recherche en informatique et en automatique (INRIA) in Frankreich. Sie verwendete als Pionierin ab Ende der neunziger Jahre Lerntechnologien für die automatische Bild- und Videoerkennung.

## Leben und Werk
Schmid begann 1987 ihr Studium am Karlsruher Institut für Technologie und erhielt 1992 einen Master of Science in Informatik. Im Jahr 1996 promovierte sie am Grenoble INP mit der Dissertation Image matching and retrieval based on local greyvalue invariants mit der Bewertung „Mention très honorable avec félicitations“. Bis 1997 forschte sie am Oxford Robotics Institute der University of Oxford und war dann als Forschungsdirektorin am Nationalen Institut für Informatik- und Automatisierungsforschung in Grenoble tätig. 2001 habilitierte sie sich  am Institut polytechnique de Grenoble mit der Habilitationsschrift: From image matching to learning visual models. Seit 2004 ist sie Forschungsdirektorin am Institut National de Recherche en Informatique et en Automatique (Inria), Grenoble.
Von 2001 bis 2005 war sie Associate Editor von IEEE Transactions on Pattern Analysis und Machine Intelligence. Von 2004 bis 2012 war sie außerdem Mitherausgeberin des International Journal of Computer Vision und wurde 2013 Chefredakteurin derselben Zeitschrift. Sie war 2005 und 2012 verantwortlich für das Programm der Konferenz über Computer Vision und Mustererkennung, 2015 war sie Präsidentin dieser Konferenz und 2020 Leiterin der europäischen Konferenz für Computer Vision.  2018 forschte sie auch auf dem Gebiet künstliche Intelligenz für das Unternehmen DeepMind in Paris. Laut Google Scholar hat ihre wissenschaftliche Veröffentlichung 2020 einen h-Index von 123.
Sie erhielt 2006 mit Roger Mohr den Longuet-Higgins-Preis für ihren 1996 auf der CVPR-Konferenz veröffentlichten Artikel Kombination von Grauwertinvarianten mit lokalen Einschränkungen für die Objekterkennung. 2012 wurde sie zum Fellow des Instituts für Elektrotechnik- und Elektronikingenieure (IEEE) ernannt. Sie war 2006, 2014 und 2016 Co-Preisträgerin des Longuet-Higgins-Preises. 2017 wurde sie Mitglied der Akademie der Wissenschaften Leopoldina.

## Auszeichnungen
- 2006: Longuet-Higgins-Preis
- 2012: ERC Advanced Grant
- 2012: IEEE Fellow
- 2013: „Advanced Grant“ des Europäischen Forschungsrats
- 2015: Humboldt-Forschungspreis
- 2015: Gay-Lussac-Humboldt-Preis
- 2016: Grand Prix Inria – Akademie der Wissenschaften
- 2017: Mitglied Nr. 7725 der Deutschen Akademie der Wissenschaften Leopoldina
- 2020: Milner-Award
- 2023: Körber-Preis für die Europäische Wissenschaft[1]
- 2024: Europäischer Erfinderpreis[2]